# 沃思 (密蘇里州)
沃思（英語：Worth）是位於美國密蘇里州沃思縣的村。

## 人口
根據2020年美國人口普查的數據，沃思的面積為0.65平方千米，皆為陸地。當地共有人口65人，而人口密度為每平方千米100人。